# 彼得罗·保罗·维尔迪斯
彼得罗·保罗·维尔迪斯（義大利語：Pietro Paolo Virdis，1957年6月26日—），意大利男子足球运动员。他曾当选1986-1987赛季意甲联赛最佳射手。他也曾代表意大利国奥队参加1988年夏季奥林匹克运动会。